# Nordens Hus på Færøerne
Nordens Hus på Færøerne (færøsk: Norðurlandahúsið í Føroyum) er et nordisk kulturhus i Tórshavn og er Færøernes betydeligste kulturcenter. Huset blev indviet den den 8. maj 1983, og målet med huset er at fremme den nordiske og færøske kultur. Også ikke nordiske kunstnere kan dog udstille her. Huset er kendt for sin arkitektur med et typisk færøsk græstag, der har givet den gamle tradition med denne tagbeklædning nyt liv i området. Bygningen regnes blandt de smukkeste i hele Norden.
Nordens Hus er en kulturinstitution under Nordisk Ministerråd. Ministerrådet betaler hvert år et basistilskud på 92 % til huset, mens Færøernes Landstyre svarer for de resterende 8 %.
Af husets aktiviteter kan bl.a. nævnes koncerter, udstillinger, teaterforestillinger og konferencer. I husets café serveres kaffe, te, suppe og salat, og der er mulighed for at læse et udvalg af aviser via PressReader. Det er også muligt at købe færøsk kunsthåndværk i Nordens Hus.
Det tidligere færøske medlem af Nordisk Råd, Erlendur Patursson (1913-1986), er angivet som idemanden bag Nordens Hus. I 1977 blev en arkitektkonkurrence udskrevet i hele Skandinavien, og hele 158 arkitekter deltog. Vinderen blev den norske arkitekt Ola Steen og den islandske arkitekt Kolbrún Ragnarsdóttir.
Nordens Hus ledes af en styrelse, der består af fem personer, hvoraf det ene er færøsk og de resterende er fra det øvrige Norden. I styrelsen sidder også husets direktør samt en repræsentant for personalet. Dertil kommer et rådgivende udvalg, bestående af femten repræsentanter for det færøske kulturliv.

## Arkitektur
Nordens hus er i to etager med en konstruktion af store glaspartier og ståldragere fra Danmark. Taget er et traditionelt græstag fra Island, der falder smukt ind i det omgivende landskab. Gulvet i bygningen er lavet af norsk granit. På Færøerne er basalt den naturligt forekommende klippe. Møblementet er af finsk oprindelse, og vægbeklædningen er svensk træ. Gennem de gennemgående glaspartier har man en god udsigt over Tórshavn, havet og den nærmeste ø Nólsoy.
Ruminddelingen i huset består af en storslået lobby, et cafeteria, en dansesal med parketgulv til den traditionelle færøske folkedans og udstillinger og en stor sal, der har plads til over 400 mennesker. Herudover findes også et amfiteater-lignende rum med lysindfald. Dette rum kan forbindes med den store sal.